# De vita et moribus Iulii Agricolae
De Agricola, of eigenlijk De vita et moribus Iulii Agricolae ("Over het leven en het karakter van Julius Agricola") is een biografie van de hand van Publius Cornelius Tacitus en is het meest persoonlijke van zijn literaire werken. Het werk is geschreven in de vorm van een biografie van zijn schoonvader, Gnaeus Julius Agricola, die roem vergaarde doordat hij in de jaren tussen 77 en 84 n.Chr Wales en het noorden van de Romeinse provincie Britannia wist te pacificeren en die een poging deed om Caledonië (Schotland) te veroveren, maar richt zich voornamelijk tegen de heerschappij van Domitianus, onder wie Tacitus als consul diende. Deze wordt scherp bekritiseerd en Tacitus spaart daarbij ook zichzelf niet.
Om de verrichtingen van Agricola in een voor de lezer begrijpelijke context te plaatsen, schetst Tacitus in korte trekken de toestand in Britannia, geeft impressies van de toespraken die stamhoofden en legeraanvoerders geven en beschrijft in detail het verloop van de opstanden, veldslagen en campagnes. Dit maakt het werk een van de weinige contemporaine bronnen over het Britannia van de eerste eeuw na Christus en is als zodanig ook historisch van groot belang. Met name de geschiedenis van Boudicca en de opstand van de Iceni spreken nog steeds tot de (Britse) verbeelding.

## Ontstaan en datering
Tacitus schrijft het werk, zo laat hij ons in de inleiding weten, tijdens de regering van Trajanus (98 - 117), een tijd van bevrijding na de tirannie van Domitianus, wat dit werk in de beginjaren van de tweede eeuw plaatst.
Tacitus bekleedde in de vijftien jaar dat Domitianus aan de macht was, hoge posities, waaronder die van consul, maar erg goede herinneringen heeft Tacitus niet aan die periode en het zelfverwijt spreekt een woordje mee in de Agricola:
Dedimus profecto grande patientiae documentum; et sicut vetus aetas vidit quid ultimum in libertate esset, ita nos quid in servitute, adempto per inquisitiones etiam loquendi audiendique commercio. Memoriam quoque ipsam cum voce perdidissemus, si tam in nostra potestate esset oblivisci quam tacere
We hebben blijk gegeven van engelengeduld,  en zoals we in oude tijden uiterste vrijheid genoten, zuchten we nu onder het juk van absolute slavernij, waarbij zelfs de vrijheid in een gesprek ideeën uit te wisselen ons door verklikkers is ontnomen. We zouden met onze stem ons geheugen hebben verloren als vergeten ons net zo gemakkelijk afging als zwijgen— Tacitus, Agricola, II
Dat hij tevredener is met de huidige toestand is duidelijk, en hij steekt zijn lof voor Nerva en Trajanus niet onder stoelen of banken.
Nunc demum redit animus; et quamquam primo statim beatissimi saeculi ortu Nerva Caesar res olim dissociabilis miscuerit, principatum ac libertatem, augeatque cotidie felicitatem temporum Nerva Traianus [...]
Eindelijk herademen we, en hoewel Nerva sinds het begin van deze gelukzalige tijd het eertijds onverzoenbare, leiderschap en vrijheid, heeft weten te verzoenen en Trajanus nog dagelijks het geluk van onze tijd verrijkt [...]— Tacitus, Agricola, II

## Meer dan een biografie alleen
Oppervlakkig is de vorm van de Agricola die van een klassieke biografie, of zelfs een laudatio, waarin het leven van de schoonvader van Tacitus in chronologische volgorde wordt beschreven. De nadruk ligt op de klassieke romeinse deugden zoals prudentia (voorzichtigheid), iustitia (gerechtigheid), temperantia (zelfbeheersing), fortitudo (moed) en dienstbaarheid aan de res publica.
Deze deugden van Agricola worden in scherp contrast geplaatst met het karakter van Domitianus. Waar de een toonbeeld is van alle Romeinse deugden is de ander slap, indolent, leugenachtig, achterbaks en verraderlijk.
Dat het om meer dan alleen de biografie van Agricola gaat wordt al duidelijk in de inleiding, waar Tacitus zijn eigen tijd, in ongunstige zin, vergelijkt met tijden waarin men vrijer kon schrijven en verzucht dat hij permissie moest vragen om zijn biografie te schrijven. Hij neemt de tijd om te verhalen hoe Arulenus Rusticus en Herennius Senecio werden terechtgesteld en hun werken verbrand, vanwege biografieën van Thrasea Paetus en Helvidius Priscus. Meer nog dan een biografie is het boek een verhulde aanklacht tegen Domitianus.

## Nederlandse vertalingen
- Het leven van Agricola. De Romeinen in Brittannië, vert. Vincent Hunink, 2000 (herzien 2019)
- In moerassen en donkere wouden. De Romeinen in Germanië (selectie), vert. Vincent Hunink, 2015.